# Wahlen in den Vereinigten Staaten 2012
Die Wahlen in den Vereinigten Staaten 2012 fanden am 6. November 2012 statt.
Gewählt wurden:
- der Präsident, siehe hierzu Präsidentschaftswahl in den Vereinigten Staaten 2012
- alle 435 Sitze im Repräsentantenhaus, siehe hierzu Wahl zum Repräsentantenhaus der Vereinigten Staaten 2012
- 33 der 100 Sitze im Senat, siehe Wahl zum Senat der Vereinigten Staaten 2012
- in 11 Staaten, sowie in den Außengebieten Amerikanisch-Samoa und Puerto Rico, werden die Gouverneursposten neu besetzt, siehe Gouverneurswahlen in den Vereinigten Staaten 2012
- viele Parlamente auf Ebene der Bundesstaaten
- sowie einige Legislativen auf Kommunalebene

Bereits am 5. Juni 2012 wurde bei einer Recall-Wahl in Wisconsin der Gouverneur Scott Walker in seinem Amt bestätigt.
Nebst den Wahlen standen am 6. November auch in verschiedenen Bundesstaaten Referenden zur Abstimmung:
- In Puerto Rico fand das Referendum über den Status des Gebiets statt, in dem sich die Mehrheit für eine Änderung des Status Puerto Ricos zu einem Bundesstaat der Vereinigten Staaten entschieden hat.
- Im Bundesstaat Kalifornien wurde über die Abschaffung der Todesstrafe abgestimmt, wobei sich eine Mehrheit für die Beibehaltung der Todesstrafe aussprach.
- In den Bundesstaaten Maryland, Washington, Maine sprachen sich je Mehrheiten für die gesetzliche Erlaubnis der gleichgeschlechtlichen Ehe aus, im Bundesstaat Minnesota wurde ein Referendum zum gesetzlichen Verbot der gleichgeschlechtlichen Ehe von der Mehrheit abgelehnt. Damit ist die gleichgeschlechtliche Ehe nunmehr in 8 der 50 Bundesstaaten erlaubt.
- In Massachusetts sprach sich eine Mehrheit dafür aus, als 18. Bundesstaat Marihuana zu medizinischen Zwecken zu erlauben und in den Bundesstaaten Colorado (Colorado Amendment 64) und Washington (Washington Initiative 502) sprach sich eine Mehrheit für die gänzliche Legalisierung von Marihuana aus.
- Bei weiteren Referenden wurde unter anderem über die Themen Steuerpolitik und Gesundheitswesen abgestimmt. Insgesamt wurden am Wahltag 179 Abstimmungen in 39 Staaten abgehalten.[1] Weitere zwölf Abstimmungen fanden bereits früher im Jahr statt.